# 岚河
岚河位於中華人民共和國陝西省安康市境內，發源於大巴山，是汉水一級支流，属长江流域。河长153千米，流域面积2126平方千米，多年平均流量42立方米每秒。自然落差2074米。水能理论蕴藏量20万千瓦。嵐河沿岸的工业以丝纺、建材、食品、采矿为主，已建成蔺河口、金淌、松鸦、泥坪、渡船口、花坝、新春、相子坝等二十余座电站，令嵐河不時斷流。